# Ріагуас-де-Сан-Бартоломе
Ріагуас-де-Сан-Бартоломе (ісп. Riaguas de San Bartolomé) — муніципалітет в Іспанії, у складі автономної спільноти Кастилія-і-Леон, у провінції Сеговія. Населення — 40 осіб (2010).
Муніципалітет розташований на відстані близько 110 км на північ від Мадрида, 75 км на північний схід від Сеговії.

## Демографія
Динаміка населення (INE ):